# Lilien (Adelsgeschlecht)

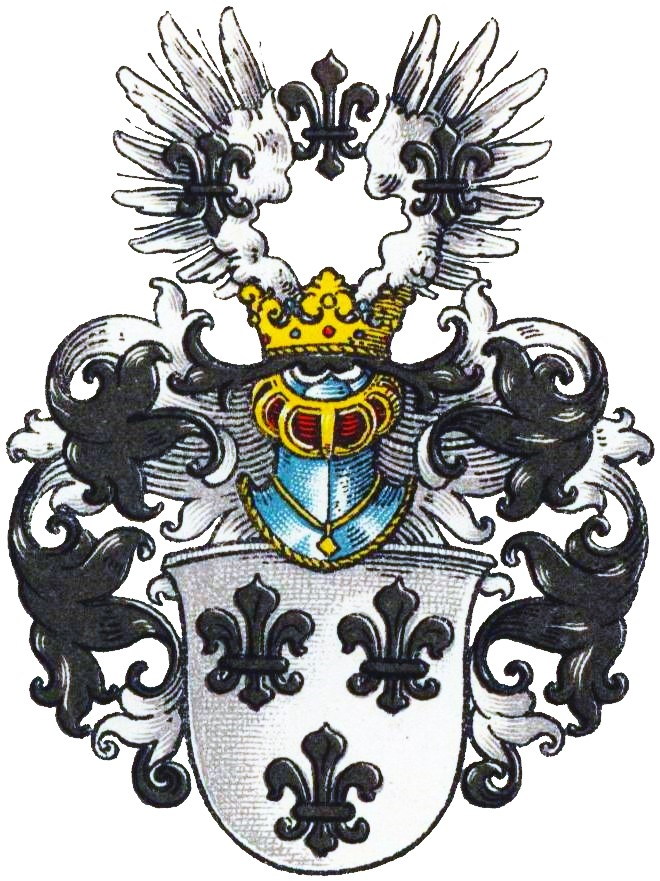
Stammwappen derer von Lilien im Wappenbuch des Westfälischen Adels

Lilien ist der Name eines alten westfälischen Adelsgeschlechts. Die Familie, deren Zweige zum Teil bis heute bestehen, gehört zu den Erbsälzern von Werl.

## Geschichte

### Herkunft

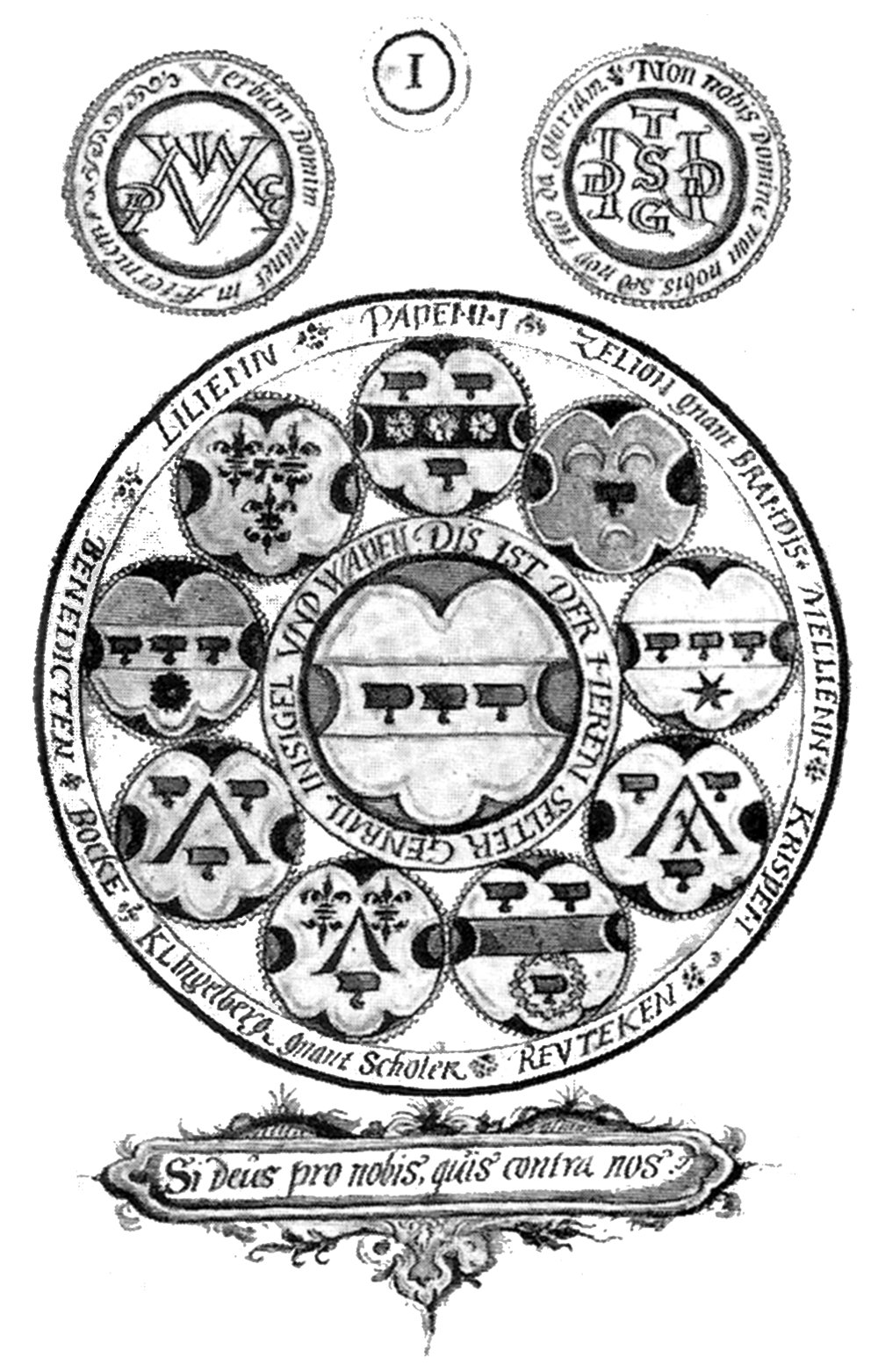
Titelblatt des Sälzerbuches von 1581. Das Lilienwappen ist links oben abgebildet

Erstmals erwähnt wird das Geschlecht mit dem Sälzer zu Werl Dietrich Lilie in einer vom 5. Februar 1307 datierten Urkunde. Die Stammreihe beginnt mit Johann Lilien, der 1580 verstarb.

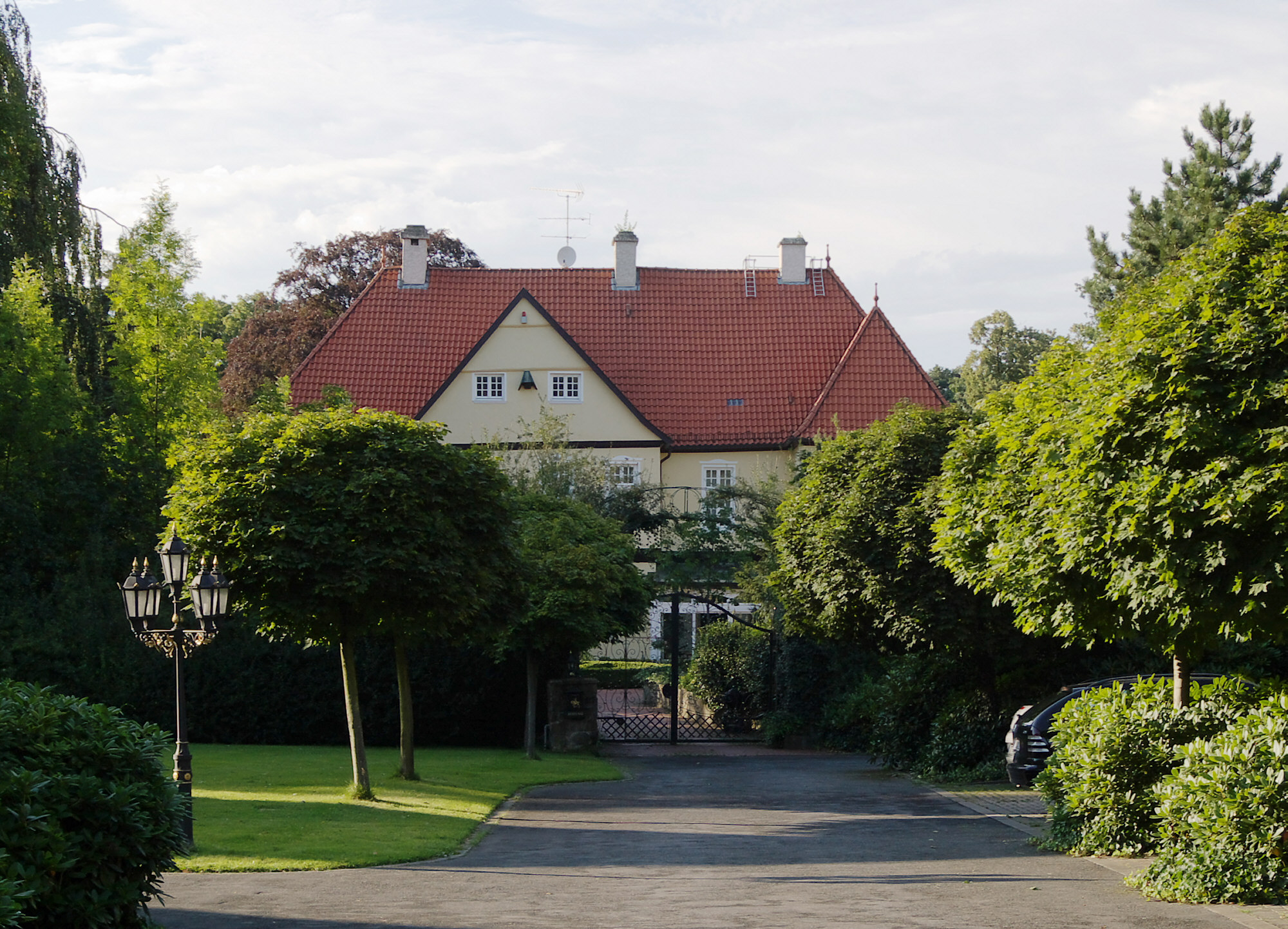
Haus Echthausen, Stammsitz der Linie zu Echthausen

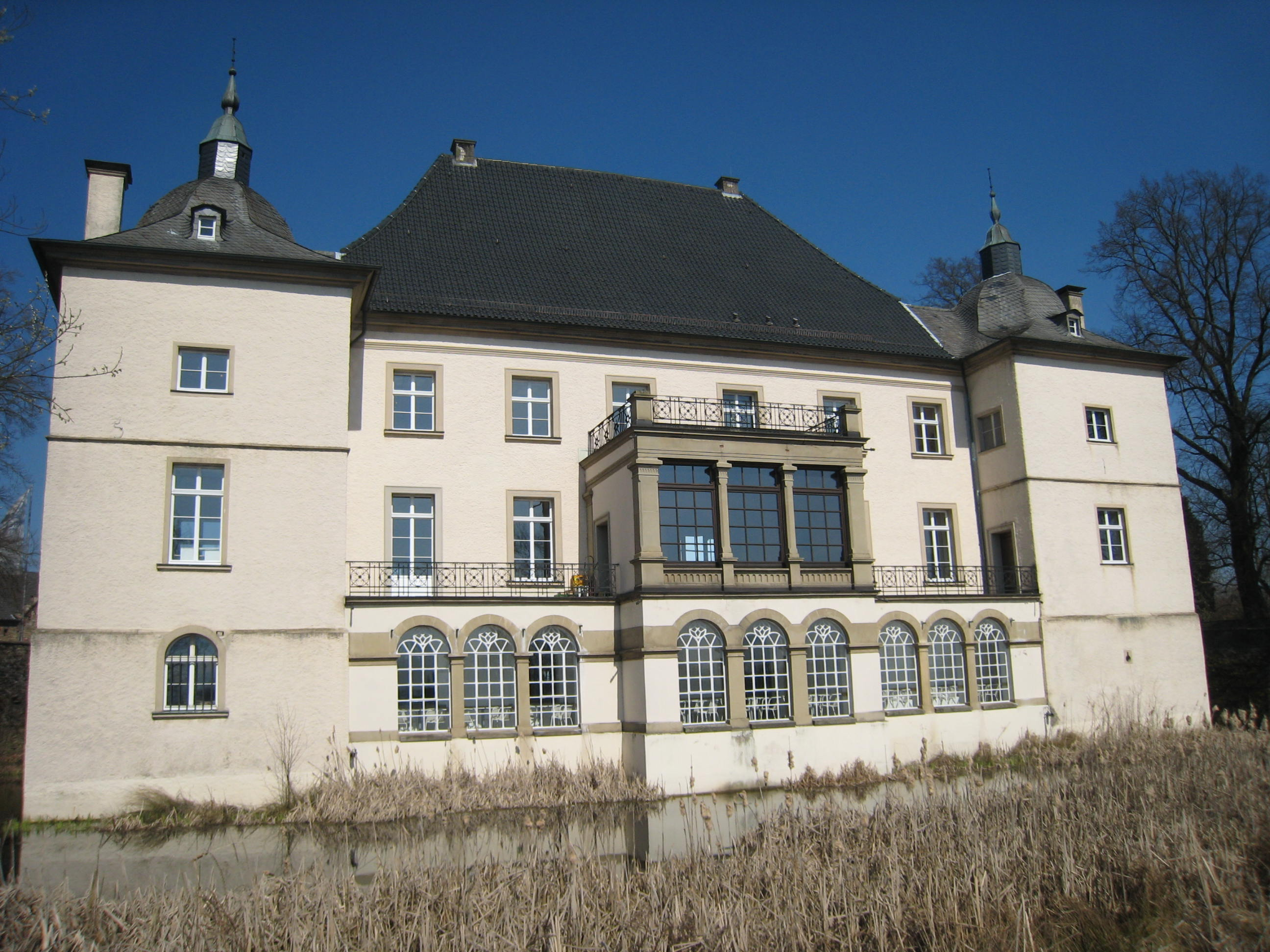
Haus Opherdicke, Stammsitz der Linie zu Opherdicke

Nach Kneschke bestätigte bereits 1246 der Kölner Erzbischof Konrad von Hochstaden der Familie den Besitz der Salinen zu Werl zusammen mit ihren alten Privilegien.

### Besitzungen und Linien
Die Salzhäuser waren noch bis zur Mitte des 14. Jahrhunderts in Familienbesitz. 1356, mit der goldenen Bulle von Kaiser Karl IV., wurden sie dem Landesherren zugesprochen und gehörten zu dessen Regalien (Salzregal). 1370 machte sie Erzbischof Friedrich zehntbar. 1382 wurde den Erbsälzern die alten Privilegien erneut vom Landesherren bestätigt, doch sollen im gleichen Jahr beim großen Stadtbrand von Werl sämtliche Nachrichten und Urkunden der Erbsälzerfamilien verlorengegangen sein. Sie wandten sich an Kaiser Sigismund, der ihre alten Rechte durch Diplom bestätigte und bezeugte, dass sie nicht nur von gutem, alten Stamme her kämen, sondern auch den römischen Kaisern und dem heiligen Reiche oft und mannigfach, ohne Gut und Blut zu verschonen, gedient. Auch verschiedene ihrer Vorfahren hatten ansehnliche Zivil- und Militärämter bekleidet.
Johann von Lilien († 1608), der Sohn des gleichnamigen Stammvaters, heiratete Anna von Papen, die auch aus einer alten Werler Erbsälzerfamilie stammte. Ihr gemeinsamer Sohn Dietrich von Lilien wurde Bürgermeister von Werl, wie es bereits der Werler Ratsherr und Erbsälzer Hermann Lilie (* vor 1453; † 1516) zwischen den Jahren 1499 und 1516 war. Dietrich von Liliens beide Söhne wurden die Begründer der beiden Hauptlinien des Geschlechts.
Johann III. von Lilien, der Sohn aus der ersten Ehe mit Catharina von Brandis, begründete die ältere westfälische Linie. Hermann Franz von Lilien, der Sohn aus der zweiten Ehe, war der Stifter der zweiten jüngeren Linie.
Aus der westfälischen Hauptlinie stammte Gerhard Franz von Lilien († 1726), der Sohn von Johann III. von Lilien und der Elisabeth von Bendit. Aus seiner Ehe mit Johanna Clara von Arnsberg gingen die drei Söhne Caspar Hermann, Franz Michael Florentin und Johann Florentin hervor. Caspar Hermann von Lilien (1691–1772) begründete mit seiner ersten Ehefrau Maria Franziska von Brandis den Zweig zu Opherdicke in Westfalen.
Franz Michael Florenz von Lilien (1696–1776), war der Vater von Alexander von Lilien (* 1742), der Begründer eines Zweiges, der später auch in den österreichischen Erblanden ansässig wurde. Dieser Zweig erlosch am 6. Oktober 1846 mit dem Tod von Carl Freiherr von Lilien, k.k. Kämmerer und Hofrat der Hof- und Staatskanzlei, Herr auf Hohenbruck in der Steiermark. Ein weiterer Zweig, begründet von Christoph von Lilien (* 1748), Sohn von Franz Michael Florentin, wurde zu Borg und Laer in Westfalen ansässig. Johann Florentin von Lilien (* 1698), der dritte Sohn von Johann III. von Lilien, war der Ahnenherr des jüngeren Zweiges der älteren Hauptlinie.

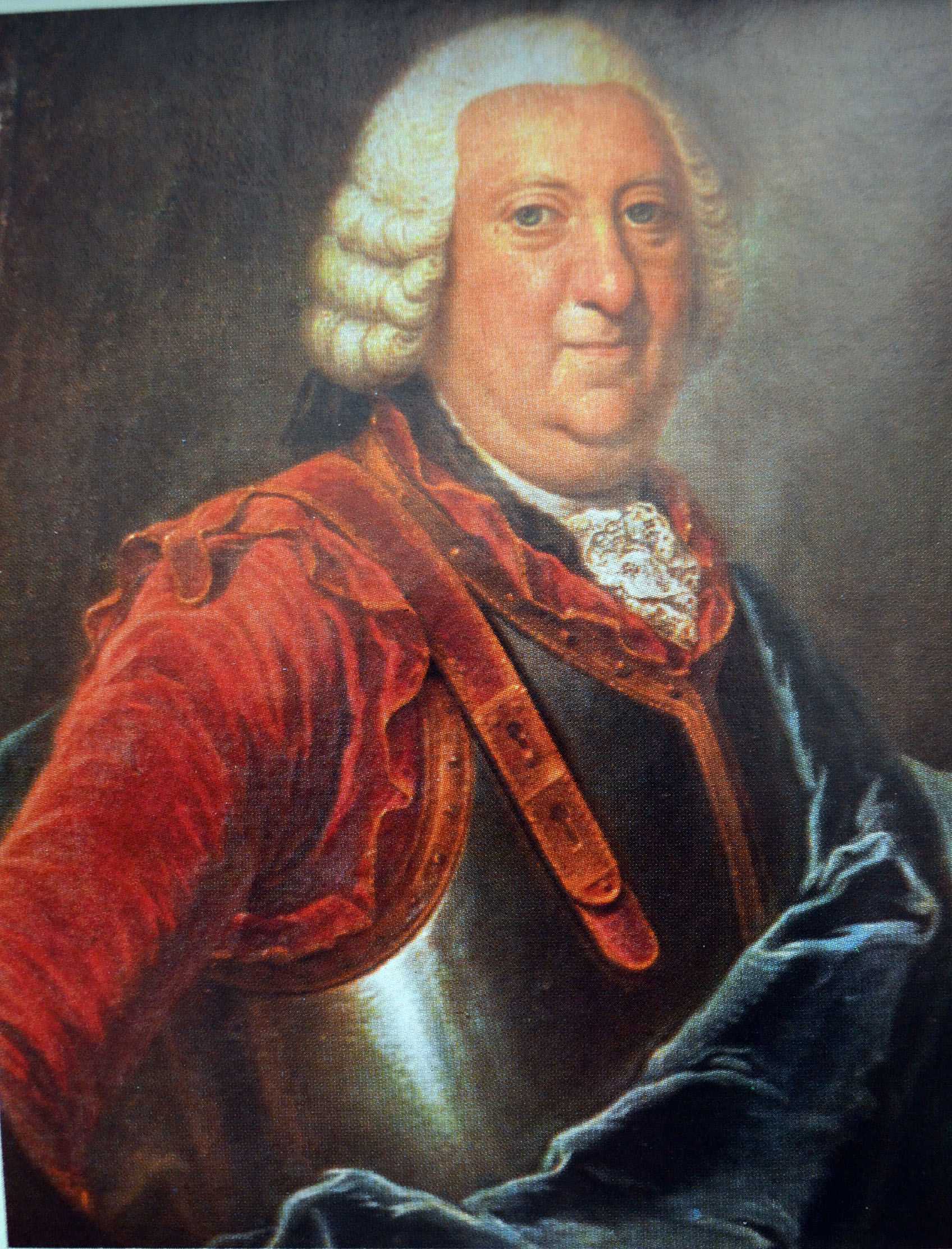
Franz Michael Florenz von Lilien (1696–1776)

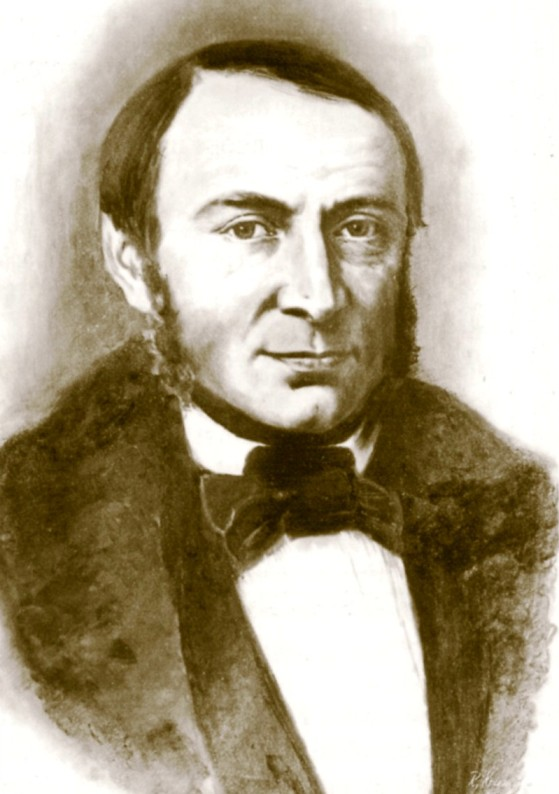
Felix von Lilien (1804–1886)

Die jüngere von Hermann Franz von Lilien (1642–1706) begründete Hauptlinie gelangte später auch nach Bayern. Aus seiner Ehe mit Anna Susanna von Papen kam Hermann Florentin von Lilien († 1733). Er wurde Kämmerer zu Werl und heiratete Johanna Maria von Papen. Die Nachkommen seines Sohnes Hermann Caspar von Lilien stifteten die Linie zu Waldau.

### Standeserhebungen
Aus dem Haus Borg kam Franz Michael von Lilien, auf Borg und Laer, Erbsälzer zu Werl, fürstlich thurn und taxischer Geheimrat und Generalintendant über die Posten im Reich und in den Niederlanden, der am 24. Dezember 1756 zu Wien in den Reichsfreiherrenstand mit der Anrede Wohlgeboren erhoben wurde. Sein Sohn Alexander Freiherr von Lilien, auf Sippenau, zunächst thurn und taxischer Wirklicher Geheimer Rat und Generalpostintendant, später königlich bayerischer Kämmerer, wurde am 11. Januar 1813 bei der Freiherrenklasse der Adelsmatrikel im Königreich Bayern eingetragen.
Aus dem Haus Echthausen kam Felix von Lilien, königlich preußischer Landrat des Kreises Arnsberg, der am 15. Oktober 1840 zu Berlin in den preußischen Freiherrenstand erhoben wurde. Der Titel wurde in primogenitur verliehen und war geknüpft an den Besitz des Ritterguts Westerhaus-Echthausen. Eine preußische Ausdehnung des Freiherrenstandes auf seine Kinder (ad person) erfolgte am 17. Juni 1881 zu Ems.
Aus dem Haus Opherdicke kam Franz von Lilien, auf Opherdicke, königlich preußischer Kammerherr, der am 24. Juli 1854 zu Berlin den preußischen Freiherrenstand erhielt. Der Titel, verliehen in primogenitur und aus je adeliger Ehe, war geknüpft an den Besitz des Ritterguts Opherdicke im Landkreis Dortmund (Diplom ausgestellt am 29. August 1855 zu Sanssouci). Sein Bruder Anton Freiherr von Lilien, k.u.k. Oberst, erhielt am 24. Oktober 1881 zu Wien eine österreichische Genehmigung zur Fortführung eines ausländischen Freiherrentitels (Plakat ausgestellt am 7. Dezember 1881 zu Wien).
Aus dem Haus Waldau kam Carl von Lilien, auf Waldau und Ilsenbach, königlich bayerischer Kämmerer, Landrichter und Kastner zu Beratzhausen, der zusammen mit seinen Geschwistern am 24. März 1813 bei der Adelsklasse im Königreich Bayern immatrikuliert wurde. Siegmund von Lilien, Rechtspraktikant in München, wurde am 5. März 1884 in den bayerischen Freiherrenstand erhoben und am 13. Juni 1884 bei der Freiherrenklasse der Adelsmatrikel im Königreich Bayern eingetragen.

## Wappen

### Stammwappen

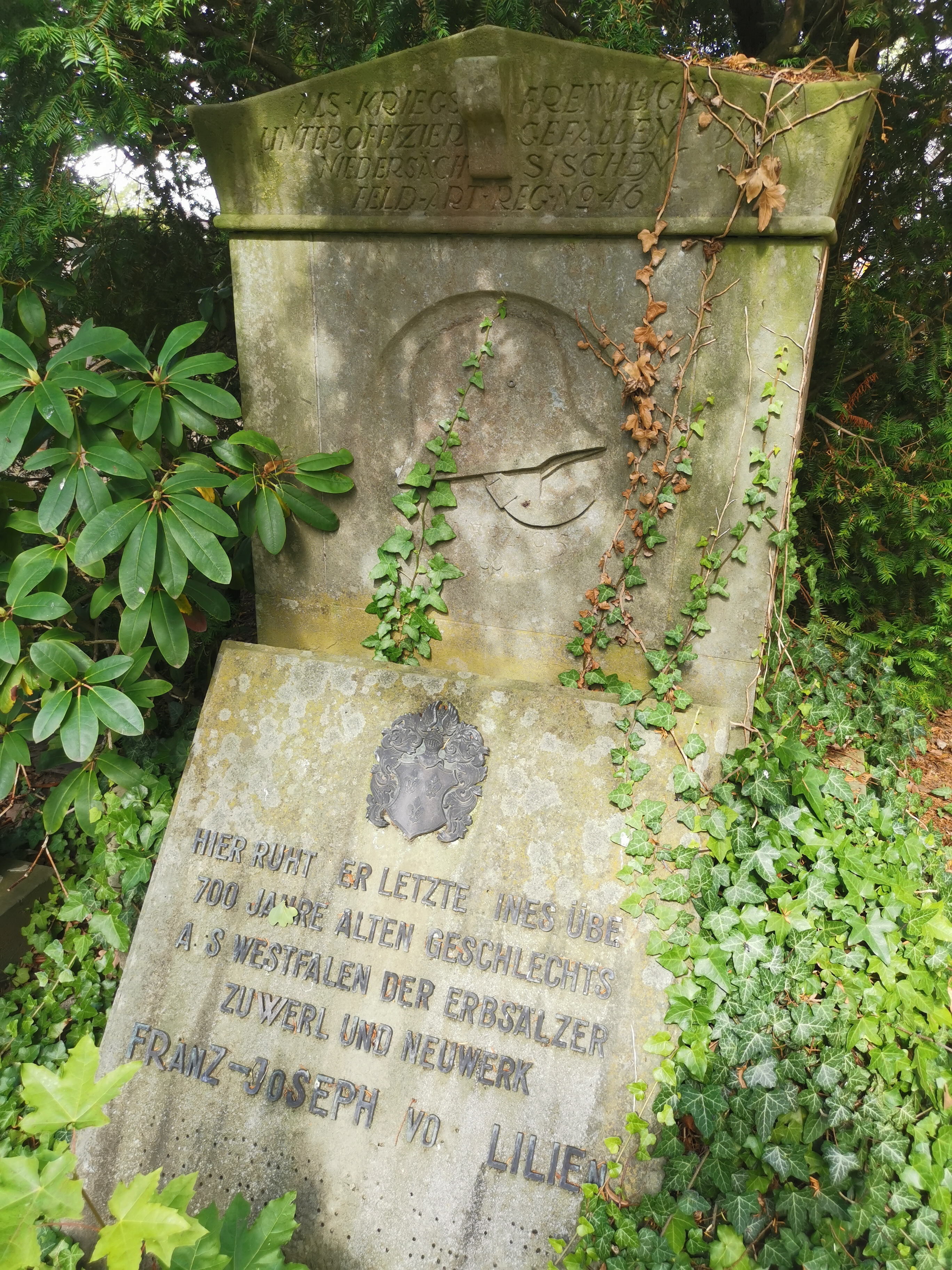
Grabstein mit Titel: Franz-Joseph von Lilien (Alter Friedhof Mölln)

Das Stammwappen zeigt in Silber drei (2, 1) schwarze Lilien. Auf dem Helm mit schwarz-silbernen Helmdecken eine schwarze Linie zwischen einem offenen, je mit einer schwarzen Lilie belegten, silbernen Flug.

### Freiherrliches Wappen
Das Freiherren-Wappen von Franz Michael Freiherr von Lilien, verliehen 1756, zeigt innerhalb eines von Rot und Silber gestückten Schildrandes das Stammwappen und besitzt zwei Helme. Rechts der Stammhelm, links mit rot-silbernen Helmdecken ein silbernes und ein rotes Büffelhorn, belegt mit je einem Balken in verwechselten Farben. Als Schildhalter rechts ein rot geflügelter, goldener Greif und links ein goldener Löwe, beide widersehend.

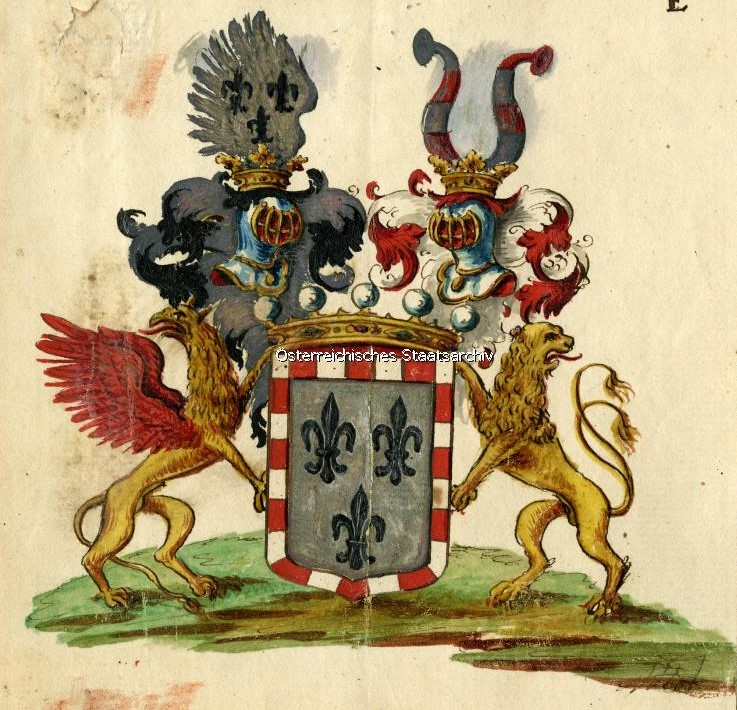
Wappen der Freiherren von Lilien-Borg (1756)
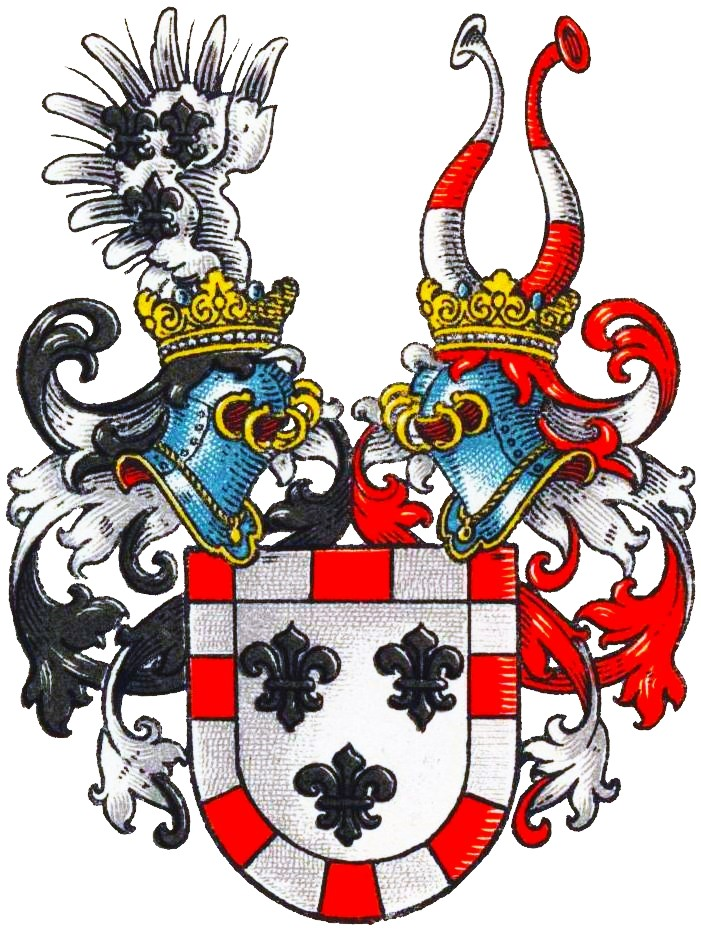
Wappen der Freiherren von Lilien-Borg im Wappenbuch des Westfälischen Adels

Allen weiteren Linien und Zweigen wurden bei Standeserhebungen das Stammwappen verliehen.

### Wahlspruch
Der Wahlspruch von Lilien lautet: „auf Gott vertrau“.

## Namensträger
- Alexander Ferdinand von Lilien (1742–1818), Generalintendant der Reichs- und Niederländischen Posten
- Clemens von Lilien-Borg (1776–1852), deutscher Gutsbesitzer und Politiker
- Felix von Lilien (1804–1886), preußischer Beamter und Politiker
- Franz Michael Florenz von Lilien (1696–1776), Thurn-und-Taxis-Hofmarschall und Werler Erbsälzer
- Georg Lilien (auch: Lilius) (1597–1666), deutscher lutherischer Theologe
- Hermann Lilie (* vor 1453; † 1516), Bürgermeister der Stadt Werl und Werler Erbsälzer